# Rara vez
«Rara vez» es un sencillo del productor argentino Taiu en colaboración con el cantante Milo J. Fue lanzado el 8 de febrero de 2023 a través del sello Dale Play Records y cuenta con un videoclip oficial.

## Contexto y lanzamiento
La canción se lanzó el 8 de febrero de 2023 y tiene una duración de 2:09. En ella se abordan temáticas relacionadas con el amor incondicional y la búsqueda de paz, evidentes en frases como:

«Sos lo que me da paz, lo que andaba buscando».

El éxito de «Rara vez» se vio amplificado por su difusión en eventos y plataformas digitales. Su video musical se estrenó en YouTube el mismo día del lanzamiento y rápidamente se viralizó en redes sociales como TikTok.
Además, Milo J interpretó la canción en vivo durante la tercera edición de La Velada del Año, evento celebrado en el Estadio Metropolitano de Madrid el 17 de julio de 2023. En esta presentación, compartió escenario con artistas reconocidos como Nicki Nicole y Duki.

## Controversia

### Conflicto entre Milo J y Taiu
El 4 de octubre de 2023, durante la Milo J: BZRP Music Sessions, Vol. 57» del productor argentino Bizarrap, Milo J hizo una referencia en la letra a la supuesta falta de pago por los derechos de «Rara vez». En un verso, expresa:

«Mi vida está perfecta, pero
Me pusieron de enemigo a mis hermanos cuando los que me robaron fueron ellos
Pegué un tema top global y todavía no veo un peso
Vi cómo lloró mamá angustiada por no haberse rescatado del puñal que me clavaron en mis ojo'»

Posteriormente, se escucha de fondo la base de «Rara vez», manteniéndose la temática de beef hacia el productor Taiu.
Frente a estas declaraciones, Taiu respondió a través de su cuenta de Instagram, publicando su versión de los hechos. Sin embargo, horas después eliminó la publicación.
En sus presentaciones en vivo, Milo J ha modificado la letra de su canción «Toi hecho». Originalmente, se escuchaba el verso:

«Tonto, no frontee' de plata que no es tuya
Si no aparece tu nombre cuando busco».

Sin embargo, en versiones recientes, ha reemplazado la primera línea por:

«Taiu, no frontee' de plata que no es tuya
Si no aparece tu nombre cuando busco».

De manera similar, en su canción «Fla», el artista mencionaba a Taiu. En sus presentaciones en vivo ha censurado su nombre mediante un sonido prolongado o un «shh». En la versión original, se escuchaba el verso:

«I get up si caigo
Brillo cuando canto
Es un hit si 'tá el Taiu».

Mientras que en algunas versiones en vivo, se ha editado para sonar como:

«I get up si caigo
Brillo cuando canto (prolongado)».

O para sonar como:

«I get up si caigo
Brillo cuando canto
Es un hit si 'tá el shh».

Luego de unos meses, el 20 de septiembre de 2024, Milo J publicaría la canción propiamente en su canal de YouTube, dando a entender que recuperó los derechos de aquella canción.

## Posicionamiento en las listas

### Semanales
| Listas (2023)                   | Mejor posición |
| ------------------------------- | -------------- |
| Argentina Hot 100 (Billboard)   | 8              |
| Bolivia (Billboard)             | 3              |
| Costa Rica (FONOTICA)           | 12             |
| Ecuador (Billboard)             | 13             |
| España (Top 100 Canciones)      | 9              |
| Paraguay (Monitor Latino)       | 14             |
| Perú (Billboard)                | 6              |
| República Dominicana (SODINPRO) | 20             |
| Uruguay (Monitor Latino)        | 16             |

## Certificaciones
| País          | Organismo certificador | Certificación | Ventas certificadas | Ref.   |
| ------------- | ---------------------- | ------------- | ------------------- | ------ |
| Argentina     | CAPIF                  | 2× Platino    | 40 000              | [ 20 ] |
| Centroamérica | CFC                    | Oro           | 3 500 000           | [ 21 ] |
| Chile         | IFPI                   | 2× Platino    | 10 000              | [ 20 ] |
| Colombia      | IFPI                   | Diamante      | —                   | [ 20 ] |
| Ecuador       | IFPI                   | 2× Platino    | 10 000              | [ 20 ] |
| España        | PROMUSICAE             | 5× Platino    | 200 000             | [ 22 ] |
| Perú          | UNIMPRO                | Diamante      | —                   | [ 20 ] |